# Der Adlerwirt von Kirchbrunn

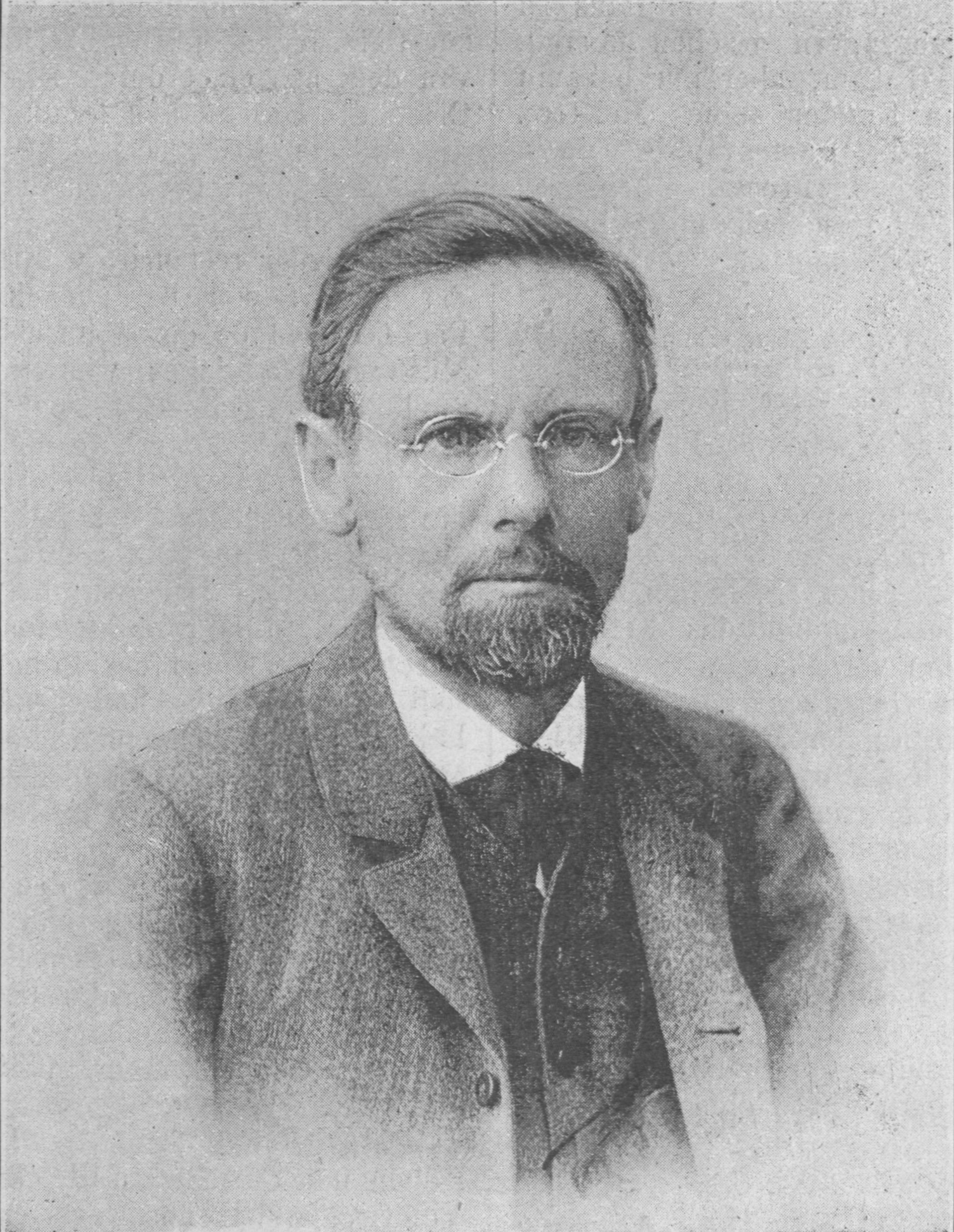
Peter Rosegger im Jahr 1893

Der Adlerwirt von Kirchbrunn ist eine Erzählung des österreichischen Schriftstellers Peter Rosegger,  die von Oktober 1890 bis zum Januar 1891 im 15. Jahrgang, Hefte 1 bis 4, des Grazer Heimgartens erschien.

## Inhalt
Wolfram Seltensteiner, der etwa 23-jährige Wirt des Schwarzen Adlers zu Kirchbrunn, kutschiert einen heimreisenden Gast auf den Bahnhof von Geßnitz. Wolframs Vater, der alte Adlerwirt, hofft auf eine gute Partie des Sohnes und hat die Tochter des Geßnitzer Großbauern Salmhofer im Visier. Wolfram fährt zwar auf der Rückfahrt an dem Bauerngut vorbei, kann sich jedoch zu einer Stippvisite nicht entschließen. Auf der weiteren Heimfahrt spannt der junge Wirt im Walde aus, lässt seine Pferde grasen und ruht derweil seitab. Vor dem einsetzenden Regenschauer retten sich zwei beerenpflückende junge Mädchen in seine Kutsche. Wolfram spannt heimlich an. Die Mädchen bemerken den gelungenen Streich erst auf voller Fahrt in Richtung Schwambach. Zu spät. Abspringen wäre zu gefährlich. Galant öffnet der Kavalier den jungen Damen direkt vor dem Gasthaus Schwambach den Wagenschlag und bittet zum Tanz. Dabei favorisiert er die Magd Friederika, Frieda gerufen, und vernachlässigt Kunigunde Salmhofer, Kundel gerufen. Letztere ist oben erwähnte gute Partie. Nach dem Tanz wird Wolfram von dem ungefähr 30-jährigen Schubhart Schopper, Schopper-Schub gerufen, herausgebeten. Der Waldarbeiter aus Wallischdorf macht ältere Rechte auf Frieda geltend: denn einmal habe er sie unter Lebensgefahr aus dem Mühlbach gefischt und sei somit ihr Retter.
Die neue Eisenbahnlinie lenkt Touristenströme an Kirchbrunn vorbei. Wolframs Vater, dadurch wirtschaftlich in der Bredouille, beharrt auf Kunigunde Salmhofer als Braut des Sohnes und beteiligt sich persönlich an der Brautwerbung. Der Salmhoferbauer durchschaut den alten Adlerwirt. Trotzdem kommt es zu der Verbindung. Der Schwiegervater stattet seine Tochter, die Alleinerbin Kundel, mit 3000 Gulden aus. Baron Klobenstein – es heißt, der Adlige mache mit dem Großbauern Salmhofer Geschäfte – wartet mit einem großzügigen Hochzeitsangebinde auf. Anscheinend läuft alles wunschgemäß. Und der Schopper-Schub ist Wolfram dafür dankbar, dass dieser durch die Heirat Frieda freigegeben hat. Nach der Hochzeit zieht Kundel in den Kirchbrunner Schwarzen Adler ein. Die Ehe steht von Anfang an unter keinem guten Stern. Wolfram leidet unter der Härte und Herzlosigkeit seiner jungen Frau. Aus der Ferne intrigiert die eifersüchtige Kundel gegen Frieda, die noch auf dem Bauernhof des Vaters in Geßnitz als Jungmagd dient. Frieda – bereits vor neun Jahren hat sie die Mutter verloren – wird mitten im Winter entlassen. Wolfram, der davon erfährt, sucht die Geliebte zunächst in der Geßnitzer Gegend und darauf in Niederleuth und St. Magdalena vergeblich. Frieda ist in der kümmerlichen Feld- und Wiesenwirtschaft des Möstl-Bauern in der abgelegenen kargen Abachleuten untergekommen. Das weiß Wolfram nicht, wohl aber der Schopper-Schub. Inzwischen zum Vorknecht aufgestiegen, sucht letzterer Frieda in seiner Freizeit regelmäßig auf und unterbreitet ihr seine Zukunftspläne. Hat er doch im Zagelwald – das ist ein schwer zugänglicher Bergwald – das für unmöglich Gehaltene mit dreißig Holzknechten in vier Monaten vollbracht: Über seine Riese rutschen die schönsten gefällten und geschälten Tannen- und Lärchenstämme ins Tal. Die Holzknechte sind tollkühne Burschen. Nach Feierabend fahren sie auf einem Brett, mit einem Stock hie und da dirigierend oder auch die Bahn korrigierend mit lautem Juchhe in wenigen Minuten, teilweise über tiefe Abgründe hinab in den Siebenbachwald. Frieda verschließt sich den Zukunftsplänen ihres Verehrers.
Wolfram dringt bis zum Schopper-Schub vor, erfährt den Aufenthaltsort von Frieda, geht hin und gesteht ihr seine Liebe. Der Schopper-Schub belauscht das Liebespaar, will Wolfram töten, bringt es aber im entscheidenden Moment nicht fertig.
Nach dem Tode von Kundels Vater will der alte Adlerwirt im Auftrage der jungen Leute erben. Aber alles auf dem Bauernhof in Geßnitz gehört dem Baron Klobenstein. Auch das Adlerwirtshaus verfällt der Gant. Kundel, in unbezähmbarer Eifersucht, erreicht – wie zuvor ihr Ehemann – über den Siebenbachwald den Zagelwald. Der Schopper-Schub will Kundel nach Feierabend zu den beiden Turteltauben in die Abachleuten führen. Zuerst sausen die Holzknechte mit lautem Juchhe die Holzleitung hinab. Darauf ergreift der Schopper-Schub seinen Stock und bittet Kundel als Fahrgast auf sein Brett. Auf der Talfahrt bringt der Vorknecht überm Abgrund das Gefährt in voller Fahrt mit dem Stock abrupt aus der schmalen Bahn. Die beiden Unglücklichen stürzen über Waldwipfel tief in den Abgrund und zerschmettern auf einem steinigen Bachbett.
Frieda fühlt sich mit dem Schopper-Schub seit dessen Suizid verheiratet und wünscht Wolfram Glück im Leben.

## Ausgaben
- Der Adlerwirt von Kirchbrunn. Eine Dorfgeschichte. Einleitung von William Lottig. Verlag der Deutschen Dichter-Gedächtnis-Stiftung, Hamburg-Großborstel 1907 (archive.org).
- Der Adlerwirt von Kirchbrunn. Eine Dorfgeschichte. S. 1–109 in Hoch vom Dachstein. Geschichten und Schildereien aus Steiermark von Peter Rosegger. L. Staackmann. Leipzig 1907 (9. Aufl.)
- Der Adlerwirt von Kirchbrunn. S. 113–215 in  Das Buch der Novellen. Erster Band. Von Peter Rosegger (Adam das Dirndl – Die Harfe im Walde – Der Adlerwirt von Kirchbrunn – Das Gupferl – Der Hinterschöpp – Die Nottaufe – Das Unglück in Rieselwang – Die Kreuzhüttenbuben). L. Staackmann. Leipzig 1913